# Liste der Denkmäler und historischen Stätten in der Region Matam
Die Liste der Denkmäler und historischen Stätten in der Region Matam basiert auf dem Erlass N° 8836 MCPHC-DPC vom 12. September 2007 des Ministeriums für Kultur und Denkmalschutz (Ministre de la Culture et du Patrimoine historique classé).

## Liste
| Bezeichnung                                                                                             | Département | Lage    | Koordinaten | Bemerkungen | Bild |
| --- | ----------- | ------- | ----------- | ----------- | ---- |
| Mausoleum von Abdel Kader Kane                                                                          | Kanel       |         |             |             |      |
| Mausoleum von Scheich Moussa Kamara                                                                     | Kanel       | Ganguel |             |             |      |
| Moschee von Kobilo                                                                                      | Kanel       | Kobilo  |             |             |      |
| Moschee von Séno Palel                                                                                  | Kanel       |         |             |             |      |
| Gebäude „la Gouvernance de Matam“                                                                       | Matam       |         |             |             |      |
| Schule N° 1 in Matam                                                                                    | Matam       |         |             |             |      |
| Residenz von Diorbivol Matam                                                                            | Matam       |         |             |             |      |
| Antikes Dorf Ogo                                                                                        | Matam       |         |             |             |      |
| Antikes Dorf Sinthiou Bara                                                                              | Matam       |         |             |             |      |
| Alle antiken Dörfer, die im „l'Inventaire des sites protohistoriques de la Sénégambie“ verzeichnet sind |             |         |             |             |      |